# 野島裕史
野島裕史（日语：／ Nojima Hirofumi，1973年4月16日—），是出身於日本東京都的男性聲優，所屬事務所為青二Production。

## 人物簡介
- 出身於聲優世家。父親是野島昭生、弟弟是野島健兒，而幼弟野島智司則是作家。
- 幼時的身體比較虛弱，之後在大分縣竹田市荻町學習插秧身體才改善。
- 坦言小时候经常和二弟野岛健儿打架、吵架，長大之後就好多了。
- 兴趣爱好，自行车，在事务所的官网sample里说道“喝着啤酒，远远地欣赏自己的自行车是人生幸福的瞬间。”
- 海外配音作品中，以亞洲地區的電視劇配音比較多，同時也是韓國演員宋仲基的常任配音員。

## 配音作品
- 粗體字為主要角色

### 電視動畫
2002年
- 翼神世音（鳥飼守）※出道作
- 戰鬥陀螺（金）
- 推理之絆（今里）
- 天使特警（路諾(中學生)）
- 帝皇戰紀（基拿·辛格）
- 陸上防衛隊（素敵一郎）
- 十二國記（塙王的太子）

2003年
- 灌籃少年（澤登聖人）
- 魔偵探洛基RAGNAROK（芬里爾）
- 洛克人EXE AXESS（シアツマン、其他）
- Nitro（阿久澤由宇）
- SUBMARINE SUPER 99（水兵、通信長）

2004年
- 阿嘉莎·克莉絲蒂的名偵探白羅與瑪波 (海斯汀上尉)
- 美鳥伴身邊（宮原修）
- 犬夜叉（弟子）
- 詩∽片（足立）
- SD 鋼彈 FORCE（機獸丸、其他）
- 陰陽大戰記（キクサキ）
- 學園愛麗絲（副班主任老師）
- 現視研（御宅3、原男友）
- 攻殼機動隊 S.A.C. 2nd GIG（駕駛員）
- 老師的時間（紳士）
- （長井老師、其他）
- ToHeart Remember my memories（長瀨祐介）
- （忍者4）
- 馳風！競艇王（松永秀明）
- 洛克人EXE Stream（配送員、職員A、社員B、警員B、其他）

2005年
- 高機動交響曲（小島航）
- ARIA The ANIMATION（出雲曉）
- 植木的法則（黒岩）
- 艾瑪 第一幕（羅伯特·哈爾福特）
- 天使心（李堅強(青年時代)）
- 灼眼的夏娜（池速人）
- 增血鬼果林（布奇、茱莉安店長）
- 聖魔之血（#24 該隱・奈特羅德(少年時期)）
- 蜂蜜幸運草（長谷川一彥）
- 雙戀II（三木公彥）
- 棒球大聯盟（澤村涼太）

2006年
- 數碼寶貝拯救隊（托瑪·Ｈ·諾史丁）
- 極上生徒會（金城史郎）
- ARIA The NATURAL（出雲曉）
- 犬神（川平宗太郎）
- 傳頌之物（希恩）
- 地獄少女 二籠（翔貴(黑部一郎)）
- （遠射）
- 不平衡抽籤（織部亞彥）
- 死亡代理人（研究員）
- 完美小姐進化論（森井蘭丸）
- 天保異聞 妖奇士（嚴見）
- 學園天堂BOY'S LOVE HYPER!（岩井卓人）
- 妖怪人間貝姆（田無幻狼齋）

2007年
- 羅密歐與茱麗葉（弗朗西斯科）
- 彩雲國物語 第二系列（歐陽純）
- 死亡筆記本（奈南川零司）
- 艾瑪 第二幕（羅伯特·哈爾福特）
- 精靈守護者（修伽）
- 七色★Drops（石蕗正晴）
- BLUE DRAGON（ドルスク）
- 惡魔獵人系列（ブラッド）
- 灼眼的夏娜II（池速人）
- 蟲之歌（白井）
- REIDEEN（ロクセル）
- Deltora Quest（ライ）

2008年
- ARIA The ORIGINATION（出雲曉）
- 閃電十一人（豪炎寺修也）
- 吸血鬼騎士 Guilty（玖蘭悠）
- 武裝機甲（中島宗美）
- SKIP BEAT！華麗的挑戰（新開誠士）
- 楚楚可憐超能少女組（犯人）
- Keroro軍曹（(※第210話)）
- TIGER×DRAGON！（北村祐作）
- 逮捕令（男）
- BAMBOO BLADE（杉小路隆千穗）
- 非常辣妹（潮之兄）
- 神奇寶貝鑽石&珍珠（蓋特、電磁）
- 超時空要塞 Frontier（シン、早乙女矢三郎）
- 無限之住人（天津影久）
- 藥師寺涼子怪奇事件簿（吾妻克彥）
- 世界毀滅 毀滅世界的六人（レーヴェ）
- ONE OUTS--（手塚、水橋、美軍I、美軍B）

2009年
- SOUL EATER（小丑）
- 黑神（揶雲）
- BASQUASH!（楊·哈里斯）
- 科學超電磁砲（介旅初矢）
- 潘朵拉之心（艾略特·奈特雷伊）
- 戰鬥司書系列（艾恩立凱＝畢斯海爾）

2010年
- 大神與七個夥伴（桐木 李斯特）
- HEROMAN（艾爾曼‧哈瓦多）
- 爆漫王（服部雄二郎）
- 寵物小精靈鑽石&珍珠（電磁）
- Heartcatch 光之美少女！（寇布拉查（コブラージャ，Cobraja））

2011年
- 爆丸3狩獵保衛者（仁 克昂勒）
- 閃電十一人GO（車田剛一、石戶修二）
- Sacred Seven（零号）
- 妖怪少爺（花開院雅次）
- 魔乳秘劍帖（板胸佐小路）
- 灼眼的夏娜III（池速人）
- 爆漫王。2（服部雄二郎）

2012年
- 黑子的籃球（伊月俊、哲也二號）
- 閃電十一人GO 時空之石（豪炎寺修也、車田剛一、艾那姆）
- CØDE:BREAKER 法外制裁者（津野）
- 絕園的暴風雨（星村潤一郎）
- 哆啦A夢（小偷）
- 爆漫王。3（服部雄二郎）
- 魔奇少年（阿布馬德）
- 星光少女 Dear My Future（塩谷）

2013年
- RDG 瀕危物種少女（高柳一條）
- 變態王子與不笑貓（戳太）
- 王者天下2（蒙恬）
- Hunter × Hunter（寇魯多）
- 閃電十一人GO 銀河（真名部陣一郎）
- 神不在的星期天（耀基[1]）
- 有頂天家族（南禪寺）
- 黑子的籃球 第2季（伊月俊、哲也二號）
- 銀狐（吉住真一）

2014年
- 飆速宅男（石垣光太郎）
- 名偵探柯南（左門治）※第726話「幸福簡訊會招來不幸」
- 諸神的惡作劇（戴歐尼修斯・菲利索斯）
- 神奇寶貝XY（石榴）
- 境界觸發者（雨取麟兒）
- 七大罪（艾利歐尼）
- 飆速宅男 GRANDE ROAD（石垣光太郎）
- Happiness Charge 光之美少女！（范統）

2015年
- 黑子的籃球 第3季（伊月俊、哲也二號）
- 境界觸發者（村上鋼）

2016年
- Active Raid－機動強襲室第八課－（深村昇太）
- 蠟筆小新（川越優）
- 文豪Stray Dogs（金髮男子）
- 齊木楠雄的災難（中丸工作）
- 漂流武士（米爾茲）

2017年
- 飆速宅男 NEW GENERATION（石垣光太郎）
- 有頂天家族2（南禪寺正二郎）
- 潔癖男子青山！（成田紫苑／Smart）
- 名侦探柯南（雨宫秀人）

2018年
- 刻刻（佑河翼）
- 飆速宅男 GLORY LINE（石垣光太郎）
- 霸穹 封神演義（雲中子）
- 龍族拼圖（松原）
- 閃電十一人 阿瑞斯的天秤 / 閃電十一人 獵戶座的刻印（豪炎寺修也[2]）
- 美男高校地球防衛部HAPPY KISS！（夏河充實）
- Basilisk ～櫻花忍法帖～（蓮的哥哥）
- 銀河英雄傳說 Die Neue These 邂逅（卡內連·魯茲）
- 罪人與龍共舞（馬斯洛）
- 後街女孩（廣）
- 櫻桃小丸子（大哥哥）
- 艾梅洛閣下II世事件簿 -魔眼蒐集列車 Grace note-（布拉姆·納澤萊·索菲亞利）

2019年
- 閃電十一人 獵戶座的刻印（豪炎寺修也）
- 百慕達三角～多彩田園曲～（海豹郵遞員）
- ポチっと発明 ピカちんキット（日语：ポチっと発明 ピカちんキット）（威爾伯）
- 幻影天使（花島的父親）
- 艾梅洛閣下II世事件簿 -魔眼蒐集列車 Grace note-（布拉姆·納澤萊·索菲亞利）
- 鬼太郎（第六作）（久能恭平）

2020年
- 請在伸展台上微笑（柏原史郎）
- 王者天下3（蒙恬）
- 文豪與鍊金術師 ～審判的齒輪～（竹一）
- 戀與製作人（沈）
- 地下城與勇士·逆轉之輪（シャピロ・グラシア）

2021年
- 境界觸發者（村上鋼）
- 花樣滑冰Stars（石川一）
- 阿松（立浪）
- ONE PIECE（福茲胡[3]）
- 宝可梦 旅途（电次）
- IDOLiSH7 Third BEAT!（索瓦爾德）
- 進化果實～不知不覺踏上勝利的人生～（ガルガンド）

2022年
- 王者天下4（蒙恬）
- 小鳥之翼（尼可拉斯）
- 名偵探柯南（鳩山海輔）
- 數碼寶貝幽靈遊戲（井原保）
- 飆速宅男 LIMIT BREAK（石垣光太郎）
- 我想成為影之強者！（白衣男）

2023年
- REVENGER（清空）
- 鬼滅之刃 刀匠村篇（炭吉）
- 獻祭公主與獸王（父）
- 萊莎的鍊金工房 ～常闇女王與秘密藏身處～（安佩爾·沃爾默[4]）
- 不死少女的謀殺鬧劇（庫洛托[5]）
- Sugar Apple Fairy Tale（謎之聲／ハーバート・チェンバー）
- 不死不運（黑衣領導人）
- 逃走中 THE GREAT MISSION（凜仙）

2024年
- 通靈王FLOWERS（麻倉葉虛）

2025年
- 魔法使的約定（庫可羅實）
- 明天，美食廣場見。[6]
- 王者天下6（蒙恬[7]）

### OVA
- （衛兵）
- HUNTER×HUNTER OVA（李四特）
- ARIA The OVA 〜ARIETTA〜（出雲曉）
- 灼眼的夏娜SP 「戀愛&溫泉的校外教學！」（池速人）
- 野性類戀人（青桐王將）
- 聖鬥士星矢 THE LOST CANVAS 冥王神話（射手座 希緒弗斯）
- 天地無用！GXP パラダイス始動編（山田西南）

### 動畫電影
2002年
- 千年女優

2007年
- 灼眼的夏娜（池速人）
- 異邦人 無皇刃譚（風午）

2012年
- 伏 鐵砲娘的捕物帳（日语：伏 鉄砲娘の捕物帳）（家定）

2015年
- 心靈想要大聲呼喊。（順的父親）

2024年
- Code Geass 奪回的Rozé（古利德·寇克韋恩[8]）
- 電影 閃電十一人總集篇 傳說的開球（豪炎寺修也[9]）

### 網路動畫
2019年
- SD GUNDAM世界 三國創傑傳（周瑜曉）

2024年
- HIGH CARD 至高之牌（ワイリー・ワインスタイン[10]）

### 遊戲
- 學園天堂系列（岩井卓人）
- 夢幻遊戲 玄武開傳 外傳～鏡之巫女～（望月匠）
- ARIA The NATURAL～遙遠記憶之幻象～ （出雲曉）
- 星空幻想Online（艾洛特）
- 刀劍亂舞（巴形薙刀）
- 魔法禁书目录 幻想收束（介旅初矢）
- 聖火降魔錄 英雄雲集（約書亞）

2019年
- 寶可夢大師（一樹）

2022年
- 刀劍亂舞無雙（巴形薙刀）

2024年
- 女神異聞錄3 Reload（神木秋成）

2025年
- 真·三國無雙 起源（劉備）

### 特摄
- 海賊戰隊豪快者（司令官ワルズ・ギル）

### 吹替
電視／電影
| 年份 | 作品                       | 配演角色                | 演員             | 媒介備註           |
| ---- | -------------------------- | ----------------------- | ---------------- | ------------------ |
| 2009 | 耶誕節會下雪嗎             | 韓智勇                  | 宋仲基           | 衛星頻道/DVD版本   |
| 2010 | 成均館緋聞                 | 女林/具龍河             | 宋仲基           | TBS頻道/DVD版本    |
| 2010 | 快樂尋回犬2                | 東宇                    | 宋仲基           | TBS頻道/DVD版本    |
| 2011 | 攢錢羅曼史                 | 千智雄                  | 宋仲基           | DVD版本            |
| 2011 | 樹大根深                   | 世宗李祹                | 宋仲基           | 朝日電視台/DVD版本 |
| 2012 | 世上哪裏都找不到的善良男人 | 姜馬陸                  | 宋仲基           | DVD版本            |
| 2012 | 狼少年：不朽的愛           | 狼少年/金哲秀           | 宋仲基           | DVD版本            |
| 2016 | 太陽的後裔                 | 劉時鎮                  | 宋仲基           | 影碟版本           |
| 2014 | 非凡生命歷                 | Russell "Phil" Phillips | 當勞·格利遜      | 影碟版本           |
| 2015 | Ex Machina                 | Caleb Smith             | 當勞·格利遜      | 影碟版本           |
| 2001 | 流星花園                   | 西門                    | 朱孝天           | 衛星頻道/DVD版本   |
| 2004 | 色慾荷里活                 | 文森·「文斯」·錢司      | 安瑞·葛雷        | Fox Japan/DVD版本  |
| 2006 | 花樣少年少女               | 難波南                  | 唐禹哲           | 免費頻道/DVD版本   |
| 2011 | 孔子春秋                   | 青年孔丘                | 朱剛日尧         | WOWOW頻道          |
| 2011 | 無聲吶喊                   | 姜仁浩                  | 孔劉             | DVD版本            |
| 2012 | 亡命快遞                   | 威利                    | 祖瑟夫·哥頓-利域 | 影碟版本           |
| 2012 | 孔子                       | 青年孔丘                | 夏德俊           | 衛星頻道           |
| 2012 | 星級殺人犯                 | 李鬥石                  | 朴施厚           | DVD版本            |
| 2014 | 門窗驚魂                   | Nevada/Nick Chambers    | 伊力查·活        | 影碟版本           |
| 2014 | 下女們                     | 金殷基                  | 金東昱           | 免費頻道/DVD版本   |
| 2016 | 殺破狼2                    | 陳志杰                  | 吳京             | 影碟版本           |

### CD
- 廣播劇CD 純真奇蹟100%（武市健三郎）

BLCD
原作名／台版譯名
- イベリコ豚と恋と椿。／黑毛豬與椿之戀（入江）
- 嘘みたいな話ですが／如夢似真的愛告白（北川）
- 居酒屋 明樂 （鳥原泰行）
- 草之冠 星之冠（小説家）
- グッドモーニング／醉後愛上你（篠原）
- 緋色誘惑2（哈爾雷因）
- COLD系列（藤島啓志）
  - COLD SLEEP
  - COLD LIGHT
  - COLD FEVER
- 下がってお待ち下さい／退後一步的愛表白（田中智宏）
- 3軒隣の遠い人／隔鄰三間房的戀人（高科昇）
- 先輩の焦れったい秘密（森）
- タッチ・ミー・アゲイン／再愛我一次（遠田）
- ダブルミンツ／Double Mints（市川光央）
- 散る散る、満ちる／最遙遠的距離（如月春水）
- どうしても触れたくない／無法觸碰的愛（出口）
- それでも、やさしい恋をする／即使如此，依然溫柔的相戀（出口）
- ≠ ノットイコール／≠不等於（末續果）
- 花ムコさん／續．花嫁君（艸田節）
- 四號×警備-一心一意-（日下大和）
- ばらのはなびら／訴情的玫瑰花瓣（嵐谷真次）
- ブーランジェの恋人／麵包店的戀人（藤川聖）
- マッチ売り／賣火柴的男人（花城青司）
- 花とうさぎ ／ 花與兔 ( 相澤守 )
- 花のみやこで ／ 於花都之中 ( 蓮見晶 )
- Nights（穗積）
- ショートケーキの苺にはさわらないで（南里輝）

## 外部連結
- 事務所公開簡歷（日語）